# Giro del Trentino Alto Adige-Südtirol
La Giro del Trentino Alto Adige-Südtirol es una carrera profesional femenina de ciclismo en ruta de un día que se disputa anualmente en la región de las Trentino-Alto Adigio en Italia. 
Su primera edición se corrió en 1994 y sus primeras ediciones fueron amateur por ello la mayoría de ganadoras han sido italianas, pero a pesar de ello a los pocos años comenzaron a participar corredoras profesionales de primer nivel hasta que en el 2004 pasó a ser completamente profesional convirtiéndose en una carrera de máxima categoría para carreras profesionales por etapas femeninas: categoría 2.9.1, categoría que fue renombrada en 2005 a 2.1, aunque en 2013, tras la introducción de la categoría 2.HC, se quedó en un segundo escalón pero solo ese año ya que esa categoría superior solo existió en ese año. En los años 2014, 2015 y 2017 fue carrera de un día (categoría 1.1).

## Palmarés
| Año                     | Ganador              | Segundo                  | Tercero                |
| ----------------------- | -------------------- | ------------------------ | ---------------------- |
| ediciones amateur       |                      |                          |                        |
| 1994                    | Imelda Chiappa       | Roberta Bonanomi         | Fabiana Luperini       |
| 1995                    | Fabiana Luperini     | Roberta Bonanomi         | Sigrid Corneo          |
| 1996                    | Fabiana Luperini     | Alessandra Cappellotto   | Vera Hohlfeld          |
| 1997                    | Pia Sundstedt        | Fabiana Luperini         | Barbara Heeb           |
| 1998                    | Monica Bandini       | Fabiana Luperini         | Joane Somarriba        |
| 1999                    | Fabiana Luperini     | Swetlana Bubnenkowa      | Pia Sundstedt          |
| 2000                    | Pia Sundstedt        | Fabiana Luperini         | Swetlana Bubnenkowa    |
| 2001                    | Zinaida Stahurskaya  | Fabiana Luperini         | Rosalisa Lapomarda     |
| 2002                    | Fabiana Luperini     | Nicole Brändli           | Zinaida Stahurskaya    |
| 2003                    | Luisa Tamanini       | Susanne Ljungskog        | Jolanta Polikevičiūtė  |
| ediciones profesionales |                      |                          |                        |
| 2004                    | Tina Liebig          | Zinaida Stahurskaya      | Modesta Vžesniauskaitė |
| 2005                    | Swetlana Bubnenkowa  | Nicole Brändli           | Judith Arndt           |
| 2006                    | Swetlana Bubnenkowa  | Nicole Brändli           | Edita Pučinskaitė      |
| 2007                    | Edita Pučinskaitė    | Fabiana Luperini         | Trixi Worrack          |
| 2008                    | Fabiana Luperini     | Mara Abbott              | Claudia Häusler        |
| 2009                    | Nicole Cooke         | Carla Ryan               | Swetlana Bubnenkowa    |
| 2010                    | Emma Pooley          | Judith Arndt             | Claudia Häusler        |
| 2011                    | Judith Arndt         | Emma Johansson           | Tatiana Guderzo        |
| 2012                    | Linda Villumsen      | Olga Zabelínskaya        | Emma Pooley            |
| 2013                    | Evelyn Stevens       | Tatiana Guderzo          | Tatiana Antóshina      |
| carrera de un dia       |                      |                          |                        |
| 2014                    | Valentina Scandolara | Giorgia Bronzini         | Rossella Ratto         |
| 2015                    | Amanda Spratt        | Anna Zita Maria Stricker | Lara Vieceli           |
| carrera por etapas      |                      |                          |                        |
| 2016                    | Katarzyna Niewiadoma | Claudia Lichtenberg      | Soraya Paladin         |
| carrera de un dia       |                      |                          |                        |
| 2017                    | Nikola Nosková       | Hanna Nilsson            | Sina Frei              |

Nota: en 2007 la tercera clasificada, la ciclista Svetlana Boubnenkova fue descalificada por dopaje, siendo ocupado el tercer lugar por la ciclista Trixi Worrack.

## Palmarés por países
| País            | Victorias |
| --------------- | --------- |
| Italia          | 9         |
| Finlandia       | 2         |
| Rusia           | 2         |
| Reino Unido     | 2         |
| Alemania        | 2         |
| Bielorrusia     | 1         |
| Lituania        | 1         |
| Australia       | 1         |
| Estados Unidos  | 1         |
| Polonia         | 1         |
| República Checa | 1         |